# Wladimir Iwan
Wladimir Iwan (ukrainisch Володимир-Іван Іванович) war Fürst von Kiew 1301.

## Historische Erwähnungen
Wladimir-Iwan wurde erwähnt im Gedenkbuch (Memorial) des Klosters von Nowhorod-Siwerskyj (Спасо-Преображенського Новгород-Сіверського монастиря) für das Jahr 1301. Im Gedenkverzeichnis des Kiewer Höhlenklosters ist er möglicherweise verzeichnet für Anfang des 14. Jahrhunderts.

## Leben
Identität und Herkunft von Wladimir Iwan sind völlig unklar. Der Name Iwan deutet auf eine eventuelle Herkunft von Fürst Iwan Iwanowitsch von Sewerien hin.
Wladimir war Fürst unter der Oberherrschaft der Goldenen Horde unter Khan Tochta.